# Dendrobium acinaciforme
Dendrobium acinaciforme är en orkidéart som beskrevs av William Roxburgh. Dendrobium acinaciforme ingår i släktet Dendrobium, och familjen orkidéer. Inga underarter finns listade i Catalogue of Life.